# 三仓镇
三仓镇，原为三仓镇乡，是中华人民共和国江苏省盐城市东台市下辖的一个乡镇级行政单位。2018年3月撤乡改镇。

## 行政区划
三仓镇下辖以下地区：
新桥社区、镇南社区、镇东社区、镇北社区、镇西社区、新元社区、三仓社区、一仓社区、新农社区、临海社区、仓胜社区、一仓农社区、新五社区、联南社区、华美村、新墩村、八一村、洋中村、新舍村、万行村、沙灶村、新纪村、龙舍村、官苴村、新兴村、三兴村、联边村、强西村、双楼村、陈林村、兰址村、联北村和机场村。